# 1969年渤海地震
1969年渤海地震（英語：1969 Bohai earthquake）是指1969年7月18日发生于渤海湾的一场地震。该次地震震中位于38°12′N 119°24′E / 38.2°N 119.4°E，震级为M7.4级。地震造成10人死亡，353人受伤，房屋破坏约4万余间，经济损失达5000万元以上。